# 陰涼山 (佛羅里達州)
陰涼山（英語：Shady Hills）是位於美國佛羅里達州帕斯科縣的一個人口普查指定地區。

## 地理
陰涼山的座標為28°24′20″N 82°32′51″W / 28.40556°N 82.54750°W，而該地最高點為海拔高度16米（即52英尺）。

## 人口
根據2010年美國人口普查的數據，陰涼山的面積為71.00平方千米，當中陸地面積為67.80平方千米，而水域面積為3.20平方千米。當地共有人口4702人，而人口密度為每平方千米66人。